# 真白牡丹
《真白牡丹》（日文簡稱：（Mashirobo）），又稱《雪白牡丹》是日本的成人遊戲製作公司Fizz開發的PC用美少女遊戲。2007年3月23日發售。Fizz的第一作。並於同年8月24日發售Fan disc《真白牡丹 MiniFanDisc ～由佳菜的WhiteValentine～》（ましろぼたんミニファンディスク ～ゆかなんのホワイトバレンタイン～）。

## 登場人物

### 主要角色
最上時也（Mogami Tokiya，聲：無）
故事的男主角。「大鳥學園」二年級的學生。
宮園真白（Miyazono Mashiro，聲：北都南）
故事的女主角。大鳥學園的轉校生，沉默寡言的少女。通稱「小白」（Shiro-chan）
柿崎真白（Kakizaki Mashiro，聲：佐本二厘）
另一個女主角。時也的表妹及同班同學。性格開朗。屬於藝術體操部。
美里美久（Misato Miku，聲：櫻川未央）
學園三年級的女生。食慾旺盛。
白石由佳菜（Shiraishi Yukana，聲：安玖深音）
學園一年級的女生，藝術體操部員。

### 次要角色
柿崎藍理（Kakizaki Airi，聲：海原艾利娜）
柿崎真白的姐姐，也是時也的表姐。意大利菜館的女服務員。
最上陽子（Mogami Yōko，聲：神咲燈）
時也的母親。現在懷孕五個月了。
宮園柚姬（Miyazono Yuzuki，聲：Ha☆Chi）
宮園真白的妹妹。喜歡姐姐，可是不喜歡其他的家屬。
山田克明（Yamada Yoshiaki，聲：無）
學園的男生，時也的朋友。

## 製作人員
- 原畫、人物設定：闇野、水月悠
- 腳本：雪村戌、朧月、
- 主題曲：「淡雪」（Awayuki）
  - 作曲：ave;new
  - 歌手：佐倉紗織

## 相關商品
- CD
  - Original Sound&Drama Album「Light Snow」（初回優惠）
  - 廣播劇CD（Sofmap優惠）
  - 廣播劇CD（MESSE SANOH優惠）
- 枕套（宮園真白、白石由佳菜）：2007年7月27日發售

## 外部連結
- Fizz > 真白牡丹 （日語）